# St George Wharf Tower
Der St George Wharf Tower ist ein 2013 fertiggestellter Wolkenkratzer, der bis 2019 das höchste Wohngebäude Londons war.

## Architektur und Design
Auf der Spitze des Gebäudes wird eine Windkraftanlage installiert, womit die Beleuchtung gespeist werden soll. Eine Wärmepumpenheizung dient der Beheizung. Eine Dreifachverglasung minimiert den Wärmeverlust im Winter und die Aufheizung im Sommer.

## Bau

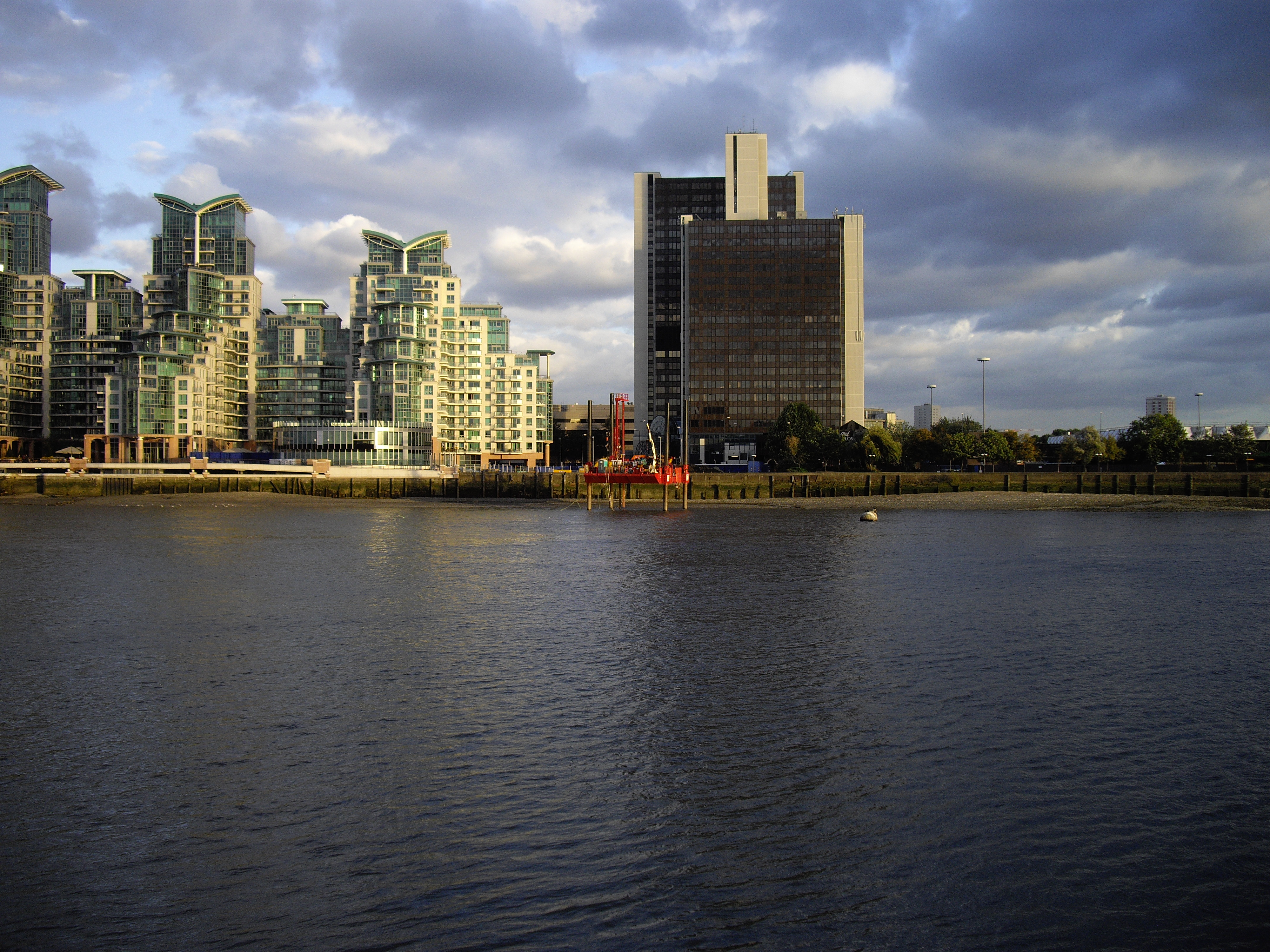
Grundstück vor Baubeginn im September 2009
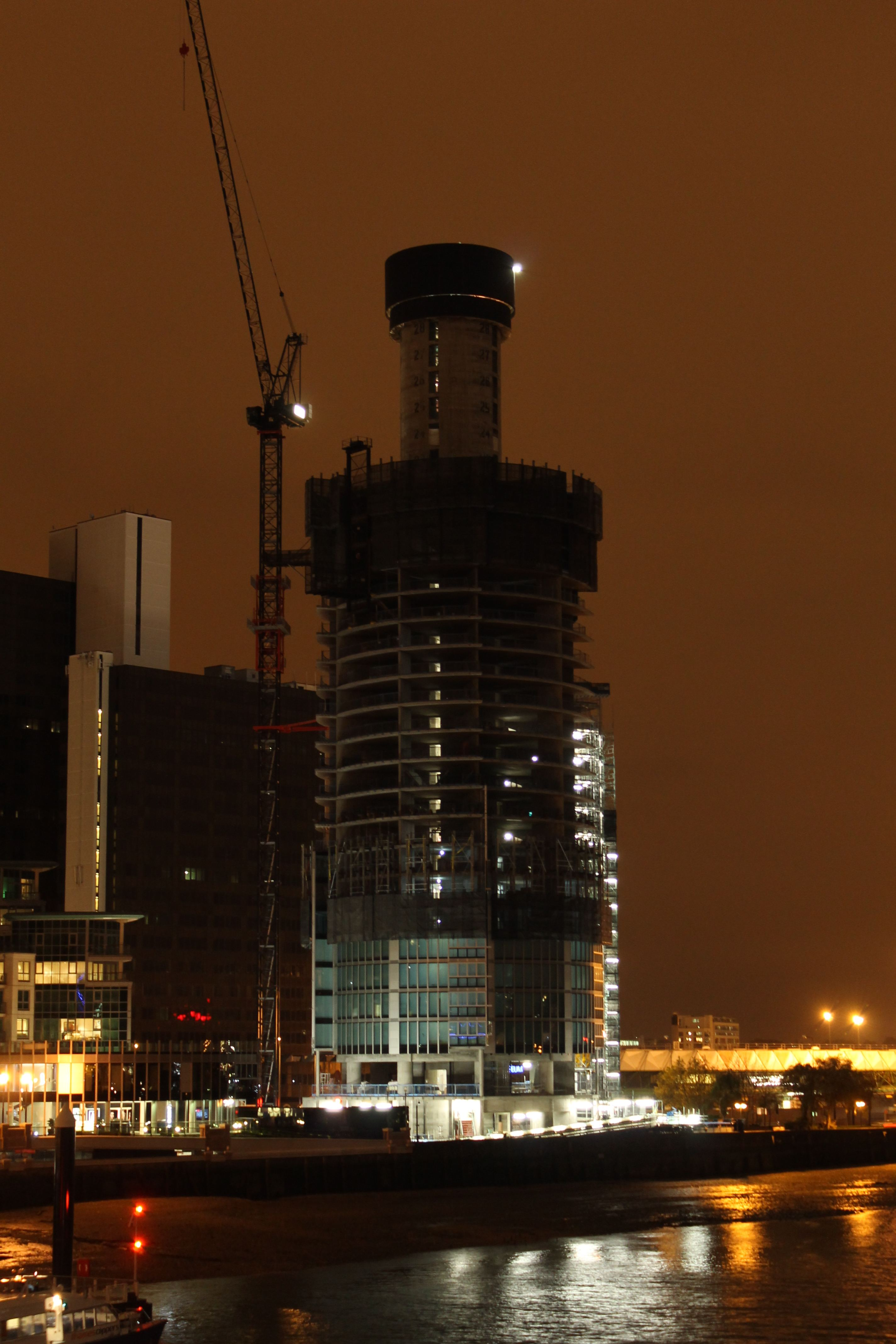
November 2011
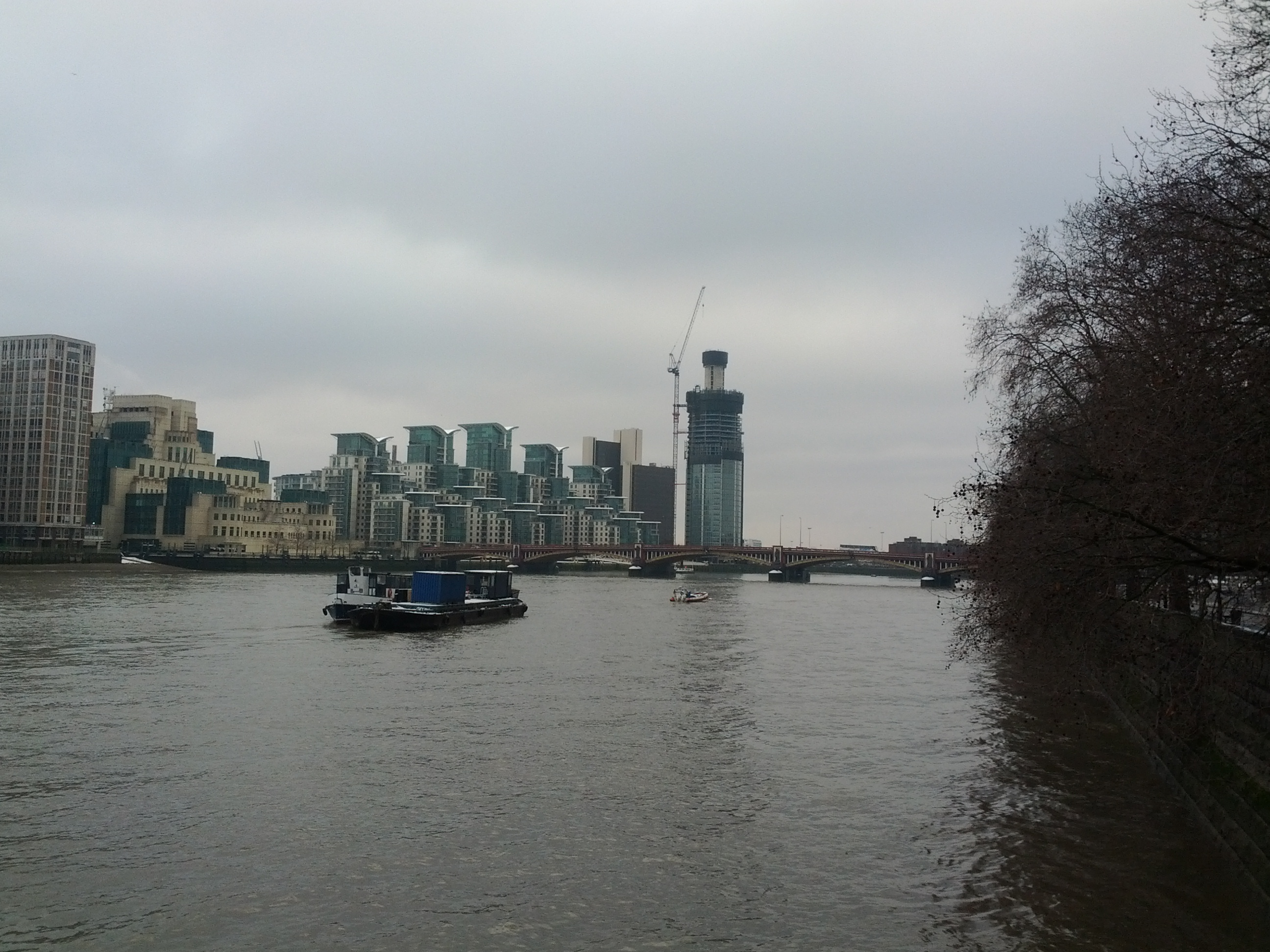
Februar 2012
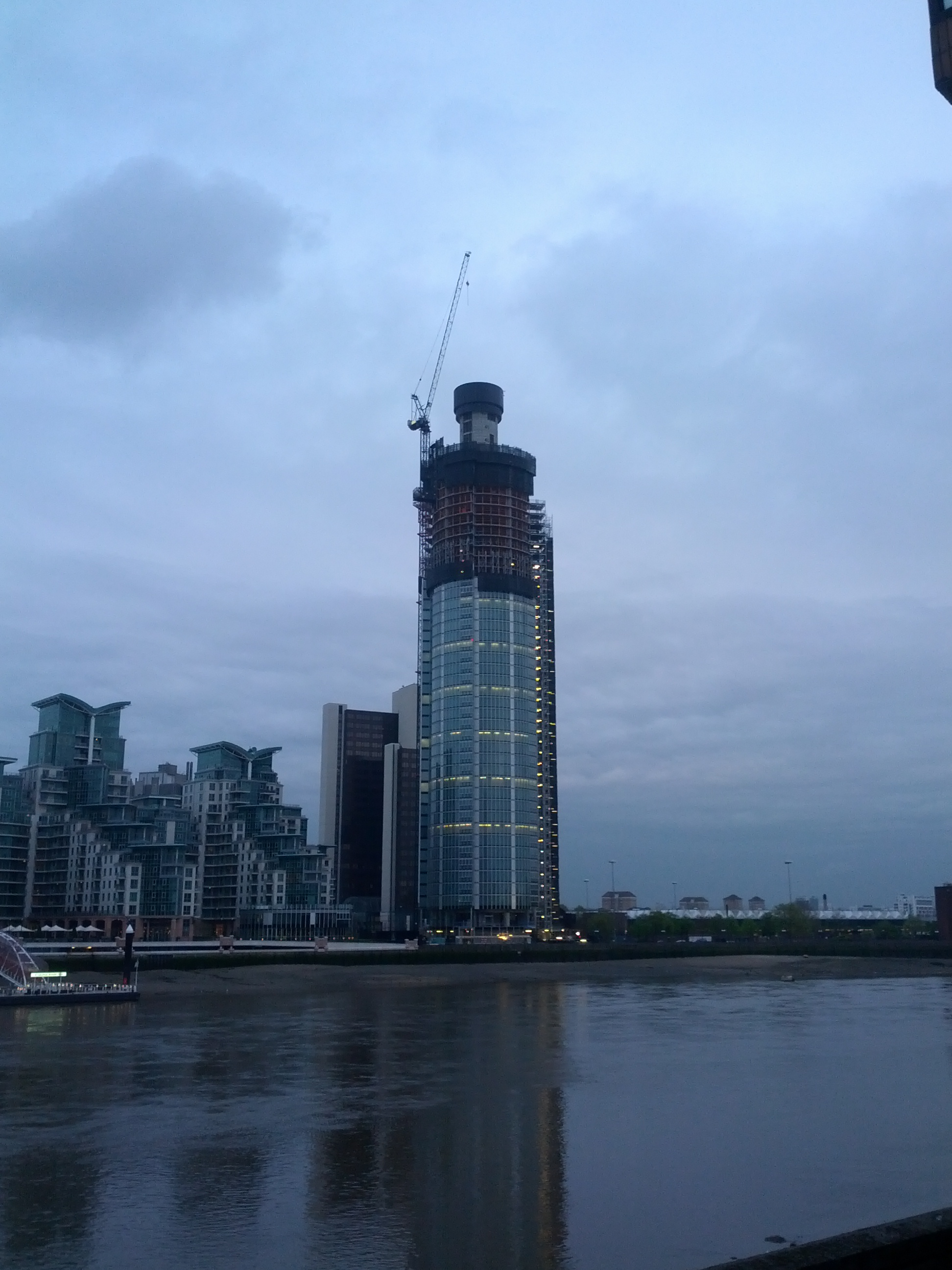
Mai 2012
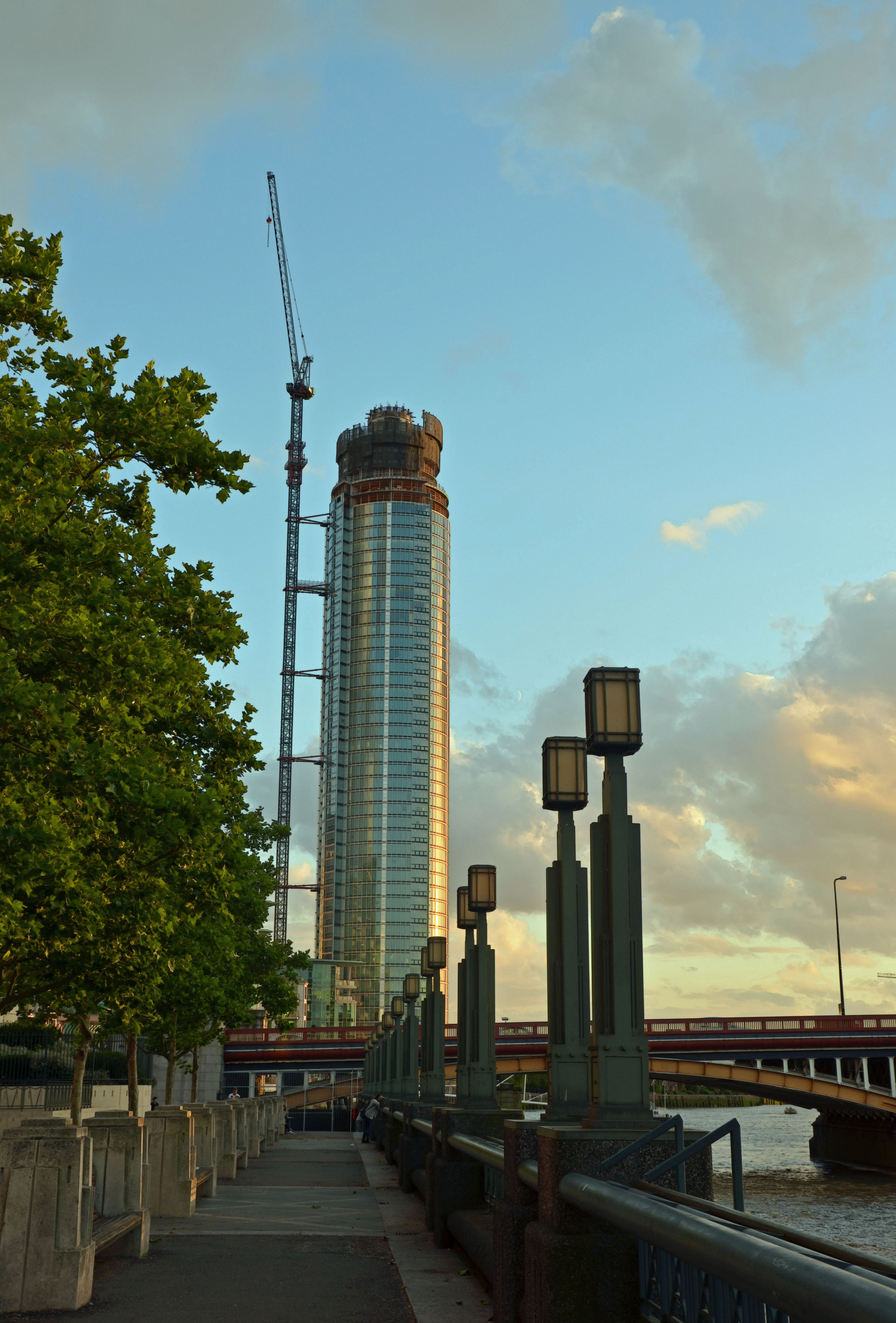
August 2012

Phasen:
- Der Bau startete im September 2009.
- Im September 2011 begann der Bau der Glasfassade für die bisher gebauten Stockwerke, im Oktober waren die 1. und 2. Etage abgeschlossen.[3]
- Im Oktober 2011 erreichte der Bau die 22. Etage.
- Im März 2012 erreichte der Bau die 44. Etage.

## Unfall
Am 16. Januar 2013 um 8 Uhr morgens kollidierte ein Hubschrauber mit dem Baukran am St George Wharf Tower und stürzte auf eine viel befahrene Straße. Zwei Personen, darunter der Pilot des Hubschraubers, starben.